# Radykalni
Radykalni – książka wydana przez wydawnictwo Księgarnia św. Jacka w Katowicach w 1997 roku. Zawiera ona wywiady przeprowadzone przez Marcina Jakimowicza z nawróconymi muzykami rockowymi: Tomkiem Budzyńskim, Grzegorzem "Dzikim" Wacławem, Darkiem Malejonkiem i Piotrem "Stopą" Żyżelewiczem.
- Wydanie polskie ISBN 83-7030-216-5